# United States Board on Geographic Names
United States Board on Geographic Names BGN (tłum. „Rada ds. Nazw Geograficznych Stanów Zjednoczonych”) – amerykańska instytucja rządowa odpowiedzialna wraz z Departamentem Zasobów Wewnętrznych za standaryzację nazw geograficznych na potrzeby rządu federalnego.

## Historia
Standaryzacja nazw amerykańskich obiektów geograficznych była konieczna w procesie osadnictwa i rozwoju wydobycia surowców po wojnie secesyjnej (1861–1865) . Dekret ustanawiający instytucję został wydany przez prezydenta Benjamina Harrisona (1833–1901) w 1890 roku . Była to międzydepartamentowa agencja, której zadaniem była standaryzacja rodzimych i zagranicznych nazw geograficznych na potrzeby rządu federalnego . Jej decyzje były wiążące dla wszystkich departamentów i agencji rządu federalnego .
W 1947 roku przyjęto prawo ustanawiające Radę ds. Nazw Geograficznych Stanów Zjednoczonych w jej obecnej formie  – Public Law 80-242 (1947) . Siedzibą rady jest Waszyngton .

## Działalność
Rady ds. Nazw Geograficznych Stanów Zjednoczonych dzieli obowiązki z Departamentem Zasobów Wewnętrznych . Jej zadaniem jest standaryzacja nazw geograficznych na potrzeby rządu federalnego . Decyzje rady są wiążące wyłącznie dla rządu federalnego, a sama rada promuje użycie ujednoliconego nazewnictwa przez rządy stanowe, władze lokalne, prasę i opinię publiczną .
Rada ogłasza oficjalne nazwy obiektów geograficznych, a także ustanawia zasady i procedury regulujące używanie nazw krajowych, zagranicznych, antarktycznych i podmorskich . Rada nie ustanawia nazw, lecz zatwierdza lub odrzuca nazwy zgłoszone . Nazwy obiektów rodzimych mogą zgłaszać m.in. obywatele, rząd federalny, rządy stanowe czy władze lokalne . Nazwy obiektów zagranicznych pochodzą ze spisów instytucji zagranicznych odpowiedzialnych za nazewnictwo .
Przy radzie funkcjonują wyspecjalizowane komitety ds. nazewnictwa, np. Advisory Committee on Antarctic Names (tłum. „Komitet doradczy ds. nazewnictwa Antarktyki”) .
Rada publikuje spisy obiektów geograficznych w różnych krajach i regionach – gazetery, które dostępne są również online .
Prace rady nad nazwami rodzimymi wspomagają pracownicy United States Geological Survey, a nad nazwami zagranicznymi pracownicy National Geospatial-Intelligence Agency .

## Struktura
W radzie zasiadają przedstawiciele departamentów i agencji federalnych odpowiedzialnych za standaryzację nazw geograficznych, zajmujących się sprawami demografii, ekologii i zarządzaniem gruntami publicznymi . Są to przedstawiciele Departamentu Rolnictwa, Departamentu Handlu, Departamentu Bezpieczeństwa Krajowego, Departamentu Zasobów Wewnętrznych, Departamentu Stanu, Centralnej Agencji Wywiadowczej, United States Government Publishing Office, Biblioteki Kongresu i United States Postal Service .
Kadencja członków rady i ich zastępców trwa dwa lata. Obecnie (stan na 2021 rok) radzie przewodniczy Marcus Allsup z Departamentu Obrony, a jego zastępcą jest Mike Tischler z Departamentu Zasobów Wewnętrznych.